# IX Festival olimpico estivo della gioventù europea
Il IX Festival olimpico estivo della gioventù europea, o anche conosciuto come 9º EYOF (European Youth Olympic Festival) si è svolto dal 21 al 28 luglio 2007 a Belgrado, in Serbia.

## Comitati olimpici partecipanti
- Albania
- Andorra
- Armenia
- Austria
- Azerbaigian
- Belgio
- Bosnia ed Erzegovina
- Bulgaria
- Croazia
- Cipro
- Rep. Ceca
- Danimarca
- Estonia
- Finlandia
- Francia
- Georgia
- Germania
- Gran Bretagna
- Grecia
- Ungheria
- Islanda
- Irlanda
- Israele
- Italia
- Lettonia
- Liechtenstein
- Lituania
- Lussemburgo
- Macedonia
- Malta
- Moldavia
- Monaco
- Montenegro
- Paesi Bassi
- Norvegia
- Polonia
- Portogallo
- Romania
- San Marino
- Serbia
- Slovacchia
- Slovenia
- Spagna
- Svezia
- Svizzera
- Turchia
- Ucraina

## Discipline
Sono state attribuite 100 medaglie in 11 sport:
- Atletica leggera (dettagli)
- Pallacanestro (dettagli)
- Ciclismo (dettagli)
- Ginnastica artistica (dettagli)
- Pallamano (dettagli)

- Judo (dettagli)
- Nuoto (dettagli)
- Tennistavolo (dettagli)
- Tennis (dettagli)
- Pallavolo (dettagli)
- Pallanuoto (dettagli)

## Medagliere
| Posiz. | Nazione              | Oro | Argento | Bronzo | Totale |
| ------ | -------------------- | --- | ------- | ------ | ------ |
| 1      | Russia               | 18  | 6       | 8      | 32     |
| 2      | Regno Unito          | 9   | 7       | 8      | 24     |
| 3      | Italia               | 9   | 7       | 6      | 22     |
| 4      | Germania             | 8   | 8       | 16     | 32     |
| 5      | Ucraina              | 8   | 6       | 4      | 18     |
| 6      | Azerbaigian          | 7   | 0       | 0      | 7      |
| 7      | Belgio               | 4   | 3       | 3      | 10     |
| 8      | Romania              | 4   | 1       | 3      | 8      |
| 9      | Polonia              | 3   | 8       | 5      | 16     |
| 10     | Francia              | 3   | 6       | 8      | 17     |
| 11     | Paesi Bassi          | 3   | 6       | 1      | 10     |
| 12     | Ungheria             | 3   | 5       | 15     | 23     |
| 13     | Serbia               | 3   | 3       | 3      | 9      |
| 14     | Lettonia             | 3   | 2       | 0      | 5      |
| 15     | Croazia              | 2   | 4       | 2      | 8      |
| 16     | Georgia              | 2   | 2       | 2      | 6      |
| 17     | Slovacchia           | 1   | 4       | 3      | 8      |
| 18     | Svezia               | 1   | 3       | 3      | 7      |
| 19     | Slovenia             | 1   | 3       | 2      | 6      |
| 20     | Spagna               | 1   | 2       | 4      | 7      |
| 21     | Turchia              | 1   | 2       | 2      | 5      |
| 22     | Portogallo           | 1   | 1       | 1      | 3      |
| 22     | Svizzera             | 1   | 1       | 1      | 3      |
| 24     | Estonia              | 1   | 1       | 0      | 2      |
| 25     | Danimarca            | 1   | 0       | 4      | 5      |
| 26     | Lituania             | 1   | 0       | 2      | 3      |
| 27     | Bulgaria             | 1   | 0       | 1      | 2      |
| 28     | Irlanda              | 0   | 2       | 3      | 5      |
| 29     | Austria              | 0   | 2       | 1      | 3      |
| 30     | Bielorussia          | 0   | 1       | 2      | 3      |
| 30     | Israele              | 0   | 1       | 2      | 3      |
| 32     | Finlandia            | 0   | 1       | 1      | 2      |
| 32     | Norvegia             | 0   | 1       | 1      | 2      |
| 34     | Bosnia ed Erzegovina | 0   | 1       | 0      | 1      |
| 35     | Rep. Ceca            | 0   | 0       | 3      | 3      |
| 36     | Grecia               | 0   | 0       | 1      | 1      |
| 36     | Lussemburgo          | 0   | 0       | 1      | 1      |
| Totale | Totale               | 100 | 100     | 122    | 322    |